# Antonio Fortunato Oroboni
Antonio Fortunato Oroboni (Ferrara, 9 agosto 1791 – Brno, 13 giugno 1823) è stato un patriota italiano affiliato alla Carboneria.

## Biografia
Figlio illegittimo del conte Antonio Oroboni e di donna Cassandra Aguazzo ("... die decima augusti 1791 Antonius Fortunatus Romanus Cajetanus, filius (spurium) Ill.mi Comiti Antoni Oroboni ... et D. Cassandra Aguazzo ... natus Ferrariæ hodie baptizatus. Parrocho D. Franc, Gonzatti ..."), fu adottato dalla zia paterna Elisabetta, allo scopo di tramandargli comunque il cognome ed il titolo nobiliare. 
Tra i fondatori dei Carbonari della Fratta, fu arrestato il 7 gennaio 1819 nella sua abitazione a Fratta Polesine, contemporaneamente all'arresto di altri carbonari del Polesine e di Ferrara. Furono i primi carbonari arrestati nel Lombardo Veneto (il 13 ottobre 1820 fu la volta di Silvio Pellico e Pietro Maroncelli). Dopo lunghe procedure giudiziarie nelle carceri di Venezia, fu condannato a morte con altri 12 compagni carbonari il 23 dicembre 1821.
La condanna fu commutata in quindici anni di detenzione nel carcere moravo della Fortezza dello Spielberg, dove morì per aver contratto la tisi. 
Compagno di prigionia di Silvio Pellico, di cui era vicino di cella allo Spielberg, è da questi ricordato affettuosamente ne Le mie prigioni per la sua profonda fede cattolica.
A lui sono dedicate vie a Roma, Milano, Rovigo, Genova, Vigevano e in altre città italiane.